# Soem Ngam (huyện)
Soem Ngam (tiếng Thái: เสริมงาม) là một huyện (amphoe) ở phía tây của tỉnh Lampang, miền bắc Thái Lan.

## Địa lý
Các huyện giáp ranh (từ phía đông bắc theo chiều kim đồng hồ) là: Hang Chat, Ko Kha, Sop Prap, Thoen của tỉnh Lampang, Thung Hua Chang và Mae Tha của tỉnh Lamphun.

## Lịch sử
Soem Ngan được thành lập làm một tiểu huyện (king amphoe) ngày 16 tháng 8 năm 1971 thông qua việc tách ba tambon Thung Ngam, Soem Khwa và Soem Sai from Ko Ka district. Tiểu huyện đã được nâng cấp thành huyện vào ngày 21 tháng 8 năm 1975.

## Hành chính
Huyện này được chia ra thành four phó huyện (tambon), các đơn vị này lại được chia thành 42 làng (muban). Soem Ngam là thị trấn (thesaban tambon) nằm trên một phần của tambon Thung Ngam, Soem Sai và Soem Klang. Có 4 Tổ chức hành chính tambon.
| STT. | Tên        | Tên Thái | Số làng | Dân số |  |
| ---- | ---------- | -------- | ------- | ------ |  |
| 1.   | Thung Ngam | ทุ่งงาม    | 11      | 8.161  |  |
| 2.   | Soem Khwa  | เสริมขวา  | 12      | 7.661  |  |
| 3.   | Soem Sai   | เสริมซ้าย  | 10      | 8.492  |  |
| 4.   | Soem Klang | เสริมกลาง | 9       | 8.400  |  |